# Kongde Ri
Kongde Ri (nogle gange Kwangde Ri) er et bjerg i Himalaya i det østlige Nepal. Bjerget ligger fire kilometer vest for Namche Bazaar.
Bjerget er klassificeret som en "vandretop", men bliver anset for at være en af de mere udfordrende. En klatretilladelse koster 350 USD for op til fire klatrere.